# Lexikalische Lücke
Von einer lexikalischen Lücke spricht man, wenn in einer (natürlichen) Sprache für einen Sachverhalt kein Wort vorhanden ist.
Ein Schulbeispiel ist das fehlende Wort für „nicht mehr durstig sein“ im Deutschen:
- nicht mehr hungrig = satt; nicht mehr durstig = ?

Das Beispiel zeigt eine fehlende lexikalische Symmetrie des deutschen Wortschatzes auf. Teilweise wird die fehlende Symmetrie als für eine lexikalische Lücke spezifisch angegeben.
Unabhängig von Symmetriefragen kann es aber auch zum Beispiel bei Archisemen an einer lexikalischen Realisierung fehlen.
In der Sprachentwicklung bei Kindern spricht man von einer Lückenfüller-Strategie, wenn lexikalische Lücken durch eine Übergeneralisierung gefüllt werden.
Der Versuch, die lexikalische Lücke des fehlenden Durstes im Deutschen mit dem Kunstwort „sitt“ zu schließen, war bisher nicht erfolgreich.